# Edward Czesak
Edward Stanisław Czesak (Tarnów; 22 de Fevereiro de 1951 — ) é um político da Polónia. Ele foi eleito para a Sejm em 25 de Setembro de 2005 com 7529 votos em 15 no distrito de Tarnów, candidato pelas listas do partido Prawo i Sprawiedliwość.